# Ácido dehidroacético
El ácido dehidroacético (abreviado en la literatura química como DHA) es un fungicida y bactericida empleado en la industria alimentaria como aditivo conservante. Por regla general aparece bajo la denominación codificada E 265. La molécula del ácido dehidroacético es de tipo pirona. Se emplea como conservante de algunos encurtidos, como los pepinillos.

## Propiedades
En muchas ocasiones se suele emplear la sal sódica del ácido en lugar del 'ácido dehidroacético' por ser más soluble. 